# Salaheddine Mraouni
Salaheddine o Salah Eddine Mraouni (28 de desembre de 1992) és un ciclista marroquí. Format al Centre Mundial del Ciclisme actualment a l'equip Kuwait-Cartucho.es. El 2015 aconseguí la victòria al calendari de l'UCI Àfrica Tour, gràcies als bons resultats aconseguits aquella temporada.

## Palmarès
- 2014
  -  Campió del Marroc sub-23 en ruta
  - Vencedor d'una etapa al Gran Premi Chantal Biya
  - Vencedor de 2 etapes al Tour de Ruanda
- 2015
  - 1r a l'UCI Àfrica Tour
  - 1r al Challenge de la Marxa Verda-Gran Premi Oued Eddahab
  - 1r al Challenge del Príncep-Gran Premi Sakia El Hamra
- 2016
  - Vencedor d'una etapa a la Volta al Marroc
- 2017
  - 1r al Tour de Faso
  - Vencedor de 2 etapes al Tour del Camerun
  - Vencedor d'una etapa a la Volta al Marroc